# Pachymenes tasmaniae
Pachymenes tasmaniae är en stekelart som beskrevs av Giordani Soika. Pachymenes tasmaniae ingår i släktet Pachymenes och familjen Eumenidae. Inga underarter finns listade i Catalogue of Life.